# Мавретанія

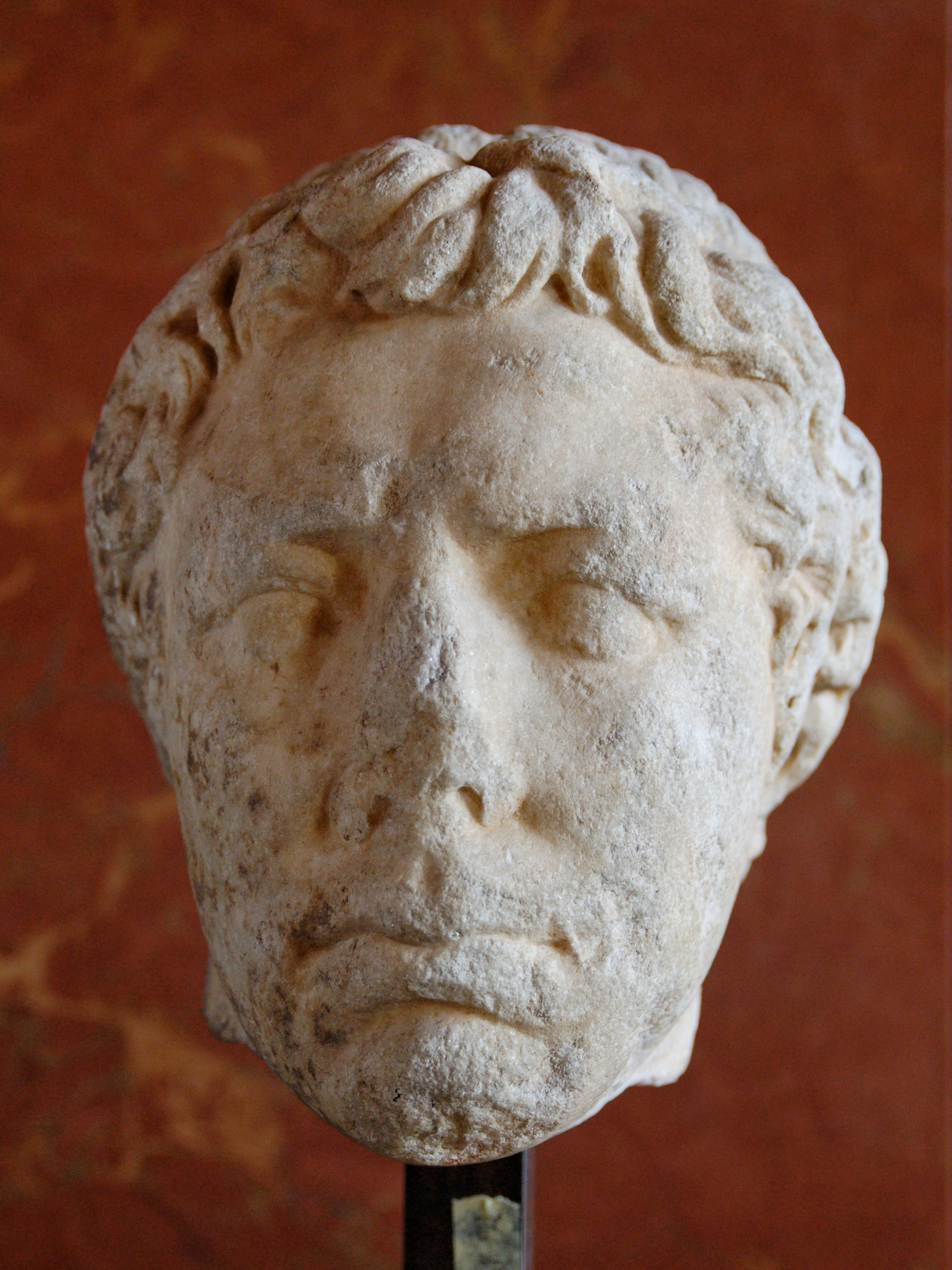
Король Юба II, Лувр.

32°03′36″ пн. ш. 6°35′30″ зх. д. / 32.06° пн. ш. 6.59179688° зх. д.
Мавретанія — незалежне берберське королівство на Середземноморському узбережжі Північної Африки (похідна від назви племені Маурі, від якої також з'явилась назва мавр). Займало території західного Алжиру, північне Марокко та іспанські Plaza de soberania. Маври були названі від грецького слова mauros — чорний. Королівство Мавретанія не було розташоване на атлантичному узбережжі західної Сахари, де знаходиться сучасна Мавританія.

## Історія
Берберські племена, які оселилися в регіоні з раннього залізного віку, контролювали внутрішню частину країни. Але з пунічних торгових постів Танжера та Лікса торгівля з місцевими жителями посилювалася, і пунічна мова та її інституції поширилися у внутрішню частину Мавретанії.
Сформувалося у IV ст. до н.е. як племінна держава берберського народу маурів зі столицею в Волюбілісі. Страбон записав маврі як корінну назву народу навпроти Піренейського півострова. Ця назва була прийнята латиною, тоді як грецька назва племені була маврусії. Середземноморське узбережжя Мавританії мало комерційні гавані для торгівлі з Карфагеном ще до IV століття до нашої ери, але внутрішня частина контролювалася берберськими племенами, які закріпилися в регіоні до залізної доби.
Перший відомий історичний цар Бага панував під час Другої Пунічної війни, бувши на боці Карфагену на початку Другої пунічної війни. Маврі тісно контактували з Нумідією. Бокх I був тестем нумідійського царя Югурти. Після смерті Мастанесоси 49 року до н.е. царство розділили Бокх II і Богуд, що брали участь у громадянських війнах Римської республіки (спочатку Цезаря і Помпея, потім Антонія і Октавіана). 38 року до н.е. Мавретанія знову об'єдналася в єдину державу. За допомогу римлянам у війні проти нумідійського царя Арабіона Бокх II отримав чатсину його земель.
Після смерті царя Бокха II у 33 році до н. е. Рим безпосередньо керував регіоном до 25 року до н. е. Після цього римляни посадили на трон Юбу II Нумідійського, перетворивши Мавретанію на клієнтську державу. Але також йому було передано Гетуліку. За часів правління Юби II столицю Мавританії було перенесено до Кесарії. Також отримав від Августа право карбувати монети. Було зведено мавзолей царської родини у нуміідйському стилі. 
Його син, Птолемій, 23 року успадкував трон, але Калігула вбив його у 40 році.

## Територія
У II ст. до н.е. межі царства все ще були нечіткими, лише у 146 році до н.е. Мавританія стала об'єдною. 

### Царі Мавретанії
- ім'я невідоме (д/н-226 до н. е.)
- Бага (226-бл.206 до н. е.)
- Бокхар (206 до н. е.- д/н)
- невідомий
- Бокх I (111-80 до н. е.)
- Мастанесоса (80-49 до н. е.)
- Соса (80-?)
- Бокх II (49-33 до н. е.)
- Богуд (49-38 до н. е.)
- під контролем імператора Октавіана Августа (33-25 до н. е.)
- Юба (25 до н. е. — 23 н. е.)
- Птолемей (23-40)

## Римська Мавретанія
Клавдій приєднав Мавретанію вже як Римську провінцію у 44 році. Наступного року він розділив Мавретанію на Цезарейську та Тингітанську уздовж річки Мулуя, приблизно 60 км на захід від сучасного Орану. Було створено окремий флот для захисту узбережжя.
|  |  |